# Сервантес из Малог миста
„Сервантес из Малог миста” је југословенски и хрватски филм из 1982. године. Режирао га је Даниел Марушић а сценарио је написао Миљенко Смоје.

## Радња
У малом месту је све уобичајено и тамошње становништво не заостаје. Директор хотела Роко Прч жели да развије туризам, па уводи прву нудистичку плажу. Његова жена Анђа доводи два рођака из Далматинске Загоре и захтева од мужа да их запосли.
Један од њих, Икан, допада се лепој Швеђанки. Из Чилеа се вратио Тончи звани Сервантес, свакако, без икакве зараде. Пао је на врат својој тетки Kеки, која и без њега има довољно проблема. Сервантес такође доживљава неочекивану романсу.

## Улоге
| Глумац             | Улога                     |
| ------------------ | ------------------------- |
| Ивица Видовић      | Сервантес                 |
| Борис Дворник      | Диретур Роко Прч          |
| Карло Булић        | Дотур Луиђи               |
| Асја Кисић         | Луиђијева Бепина          |
| Звонко Лепетић     | Посцер Бомбиста / Андрија |
| Мато Ерговић       | Доменицо                  |
| Шпиро Губерина     | Галилео                   |
| Здравка Крстуловић | Анђа Влајина              |
| Фабијан Шоваговић  | Тајник МЗ                 |
| Звонимир Торјанац  | Придсидник МЗ             |
| Жељко Вукмирица    | Икан                      |
| Марија Кон         | Кека                      |
| Бисерка Ипса       | Тајница                   |
| Тана Маскарели     | Анђина матер              |
| Илија Ивезић       | Филип                     |

Остале улоге ▼
| Глумац             | Улога                               |
| ------------------ | ----------------------------------- |
| Ранко Тихомировић  | Полицајац Стипе                     |
| Нико Ковач         | Линчина                             |
| Бранко Матић       | Водитељ лимене глазбе на умору      |
| Бранимир Видић     | Млади поштар                        |
| Франо Ласић        | Млади жупник                        |
| Лина Симиниати     | Нона која лименој глазби даје упуте |
| Иво Марјановић     | Велечасни                           |
| Ратко Главина      | Хотелски ђелатник                   |
| Петар Јеласка      | Шахист / Играч балота               |
| Мима Чампара       | Ђевојка која добива писмо           |
| Миладин Крисковић  | Ноно с морнарском капом             |
| Винко Призмић      | Шјор који чини малу потрибу         |
| Мартин Бахмец      | Бријач                              |
| Дарко Станојковски |                                     |